# Pieter Starreveld
Pieter Starreveld (Koog aan de Zaan, 5 mei 1911 - Amersfoort, 18 april 1989) was een Nederlandse beeldhouwer en medailleur.

## Leven en werk
Starreveld studeerde aan het Instituut voor Kunstnijverheidsonderwijs in Amsterdam. Hij vervolgde zijn opleiding aan de Rijksakademie van beeldende kunsten in Amsterdam (1929-1936), waar hij een leerling was van Jan Bronner en een klasgenoot van Frits Hoevenagel, Ien Hulshoff Pol en Truus van Someren Gréve. Hij volgde ook lessen bij Gijs Jacobs van den Hof in Arnhem. Naast zijn beeldhouwwerk was Starreveld actief als medailleur, graficus, kunstschilder en glaskunstenaar.
In de oorlog werkte hij mee aan illegale verzetsuitgaven van Albert Helman. Na de oorlog maakte hij diverse herdenkingsmonumenten. In de jaren vijftig verhuisde hij van Amsterdam naar Amersfoort en had hij zijn atelier in de voormalige Oranjerie van Park Randenbroek, een buitenplaats die ooit door Jacob van Campen werd bewoond. In 1957 opende hij zijn eigen bronsgieterij, Het verzekeringswezen was het eerste beeld dat daar onder zijn beheer werd gegoten.

## Werken in de openbare ruimte (selectie)
- Naakte vrouw met twee hertjes en sperwer (1943), Ceintuurbaan 2, Hilversum
- Artemis (1943), Anthony Fokkerstraat, Hilversum
- Monument voor gesneuvelde Franse militairen (1946), Kapelle
- Bevrijdingsmonument (1947), Julianapark, Schiedam
- Monument bij de Grote Kerk (1947), Hoorn
- Oorlogsmonument (1948), Hoog-Keppel
- De Zaaier (1949), 's-Gravelandseweg, Hilversum
- Monument ter herdenking van in de Tweede Wereldoorlog gevallen oud-kwekelingen, Marineterrein, Amsterdam
- Monument Zeeman op de uitkijk (1950), IJhaven, Amsterdam
- (Vrouwe) Fortuna (1950), eerst Javakade, sinds 2007 Oostelijke Handelskade, Amsterdam
- De Welvaart (1953), aan de Coolsingel in Rotterdam
- Jongen met de duif (1954), Stadhuis van Leiden
- Veulen (1956), Burg. Breenplantsoen, Gemeentehuis van Kamerik
- Het Verzekeringswezen (1957), aan de Heerenveenseweg in Oldeberkoop.[3]
- Baadster (1957), Bisschopsweg, Amersfoort
- Bevrijdingsmonument (1957), Tweede Binnenvestgracht in Leiden
- Teenager (1963), Markt, Emmen
- Sport en spel (1966) bij het zwembad in Hilversum
- Nimf en dolfijn (1971), Julianalaan, Veendam. Een tweede exemplaar werd geplaatst bij het Dolfinarium Harderwijk
- Pinguïns (1972), Emmaweg, Nieuwegein

## Fotogalerij

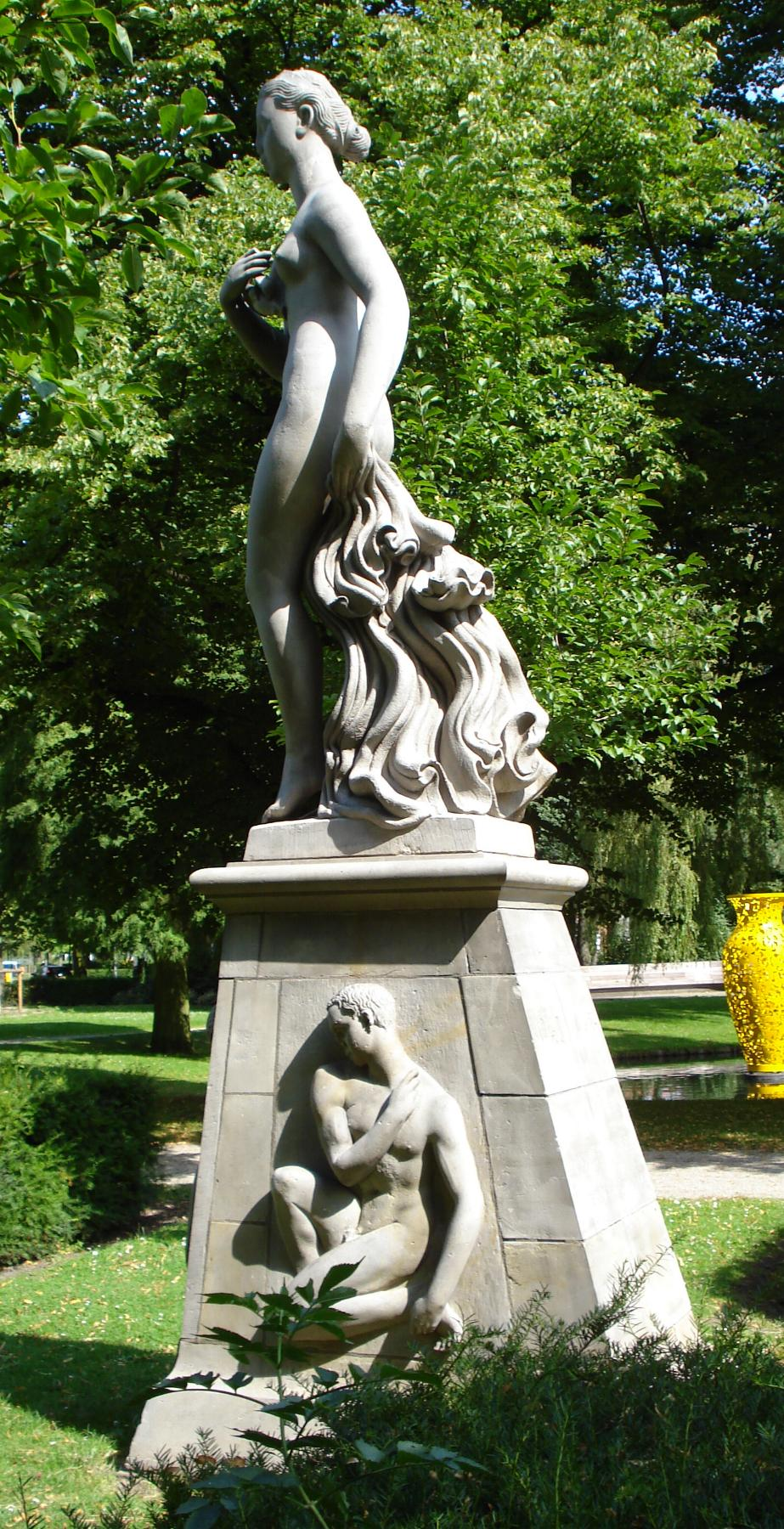
Bevrijdingsmonument, Schiedam
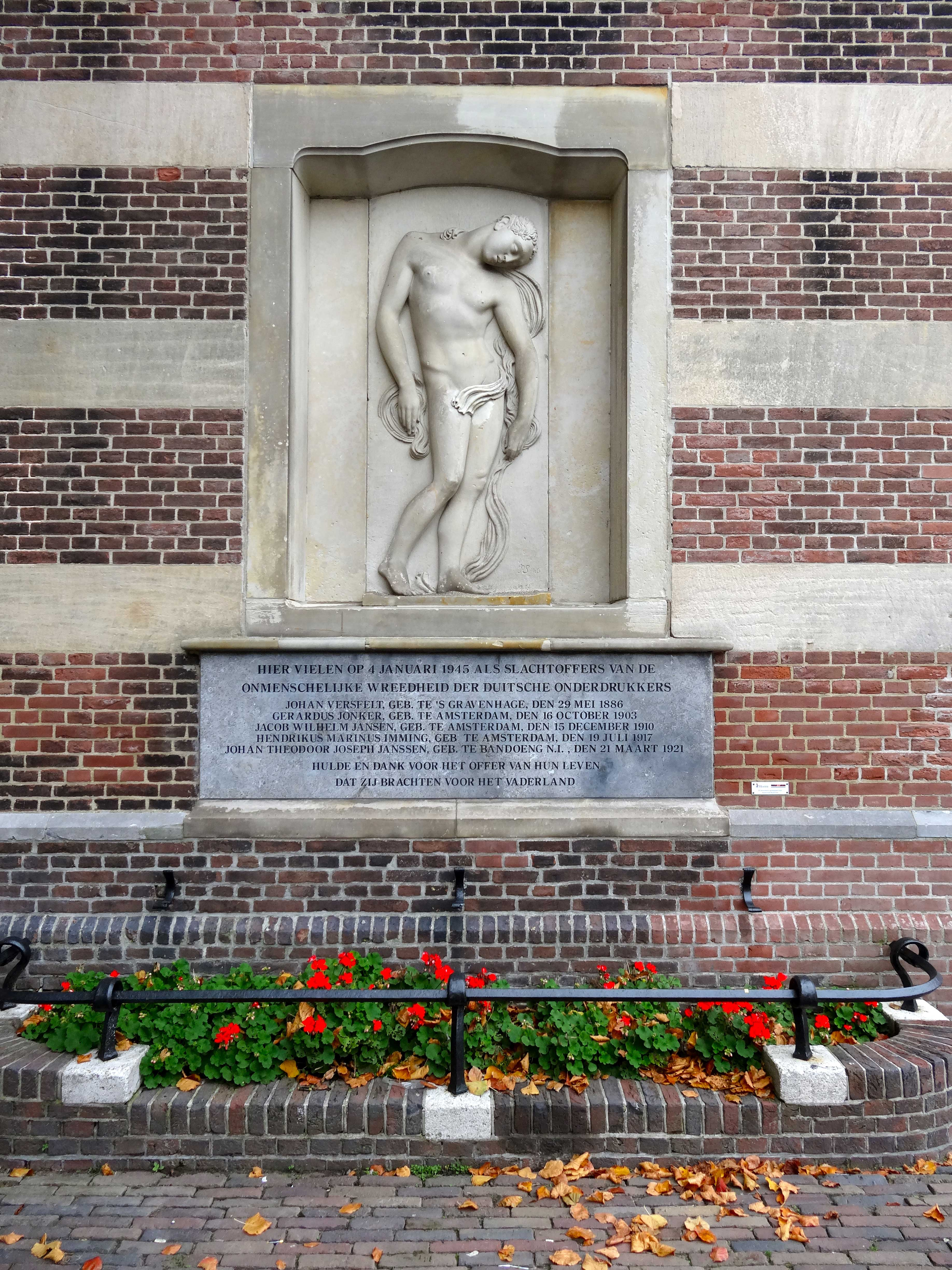
Monument bij de Grote Kerk, Hoorn
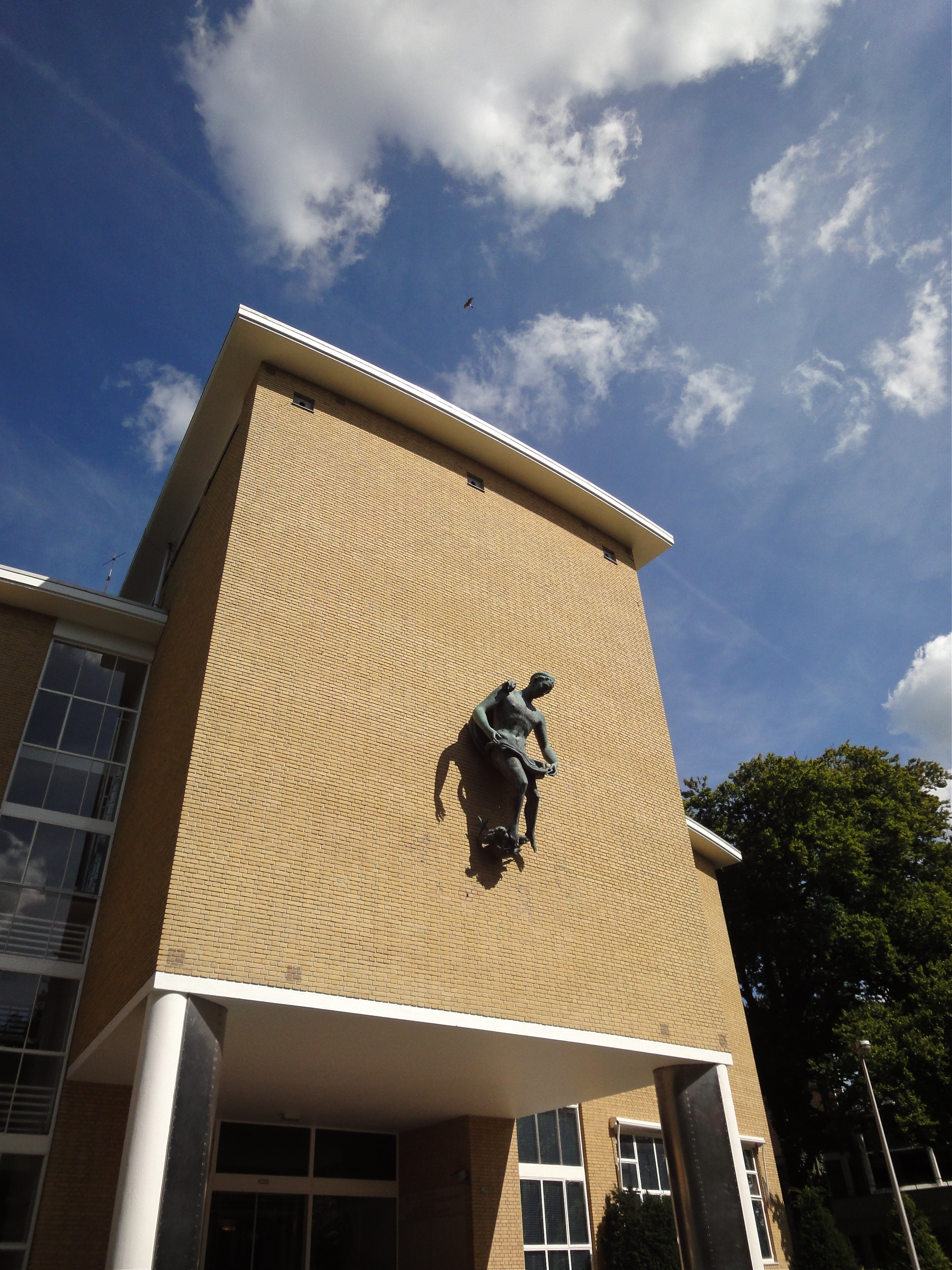
De Zaaier, Hilversum
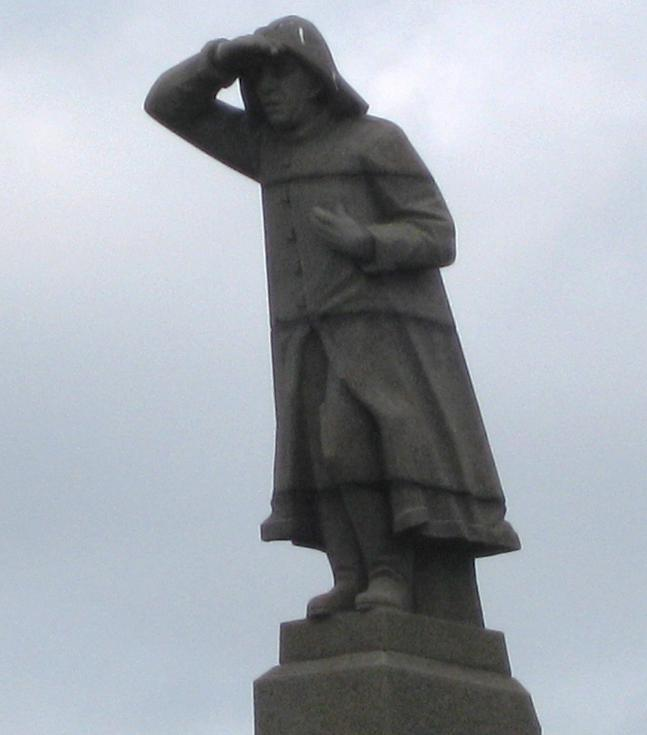
Zeeman op de uitkijk, IJhaven, Amsterdam
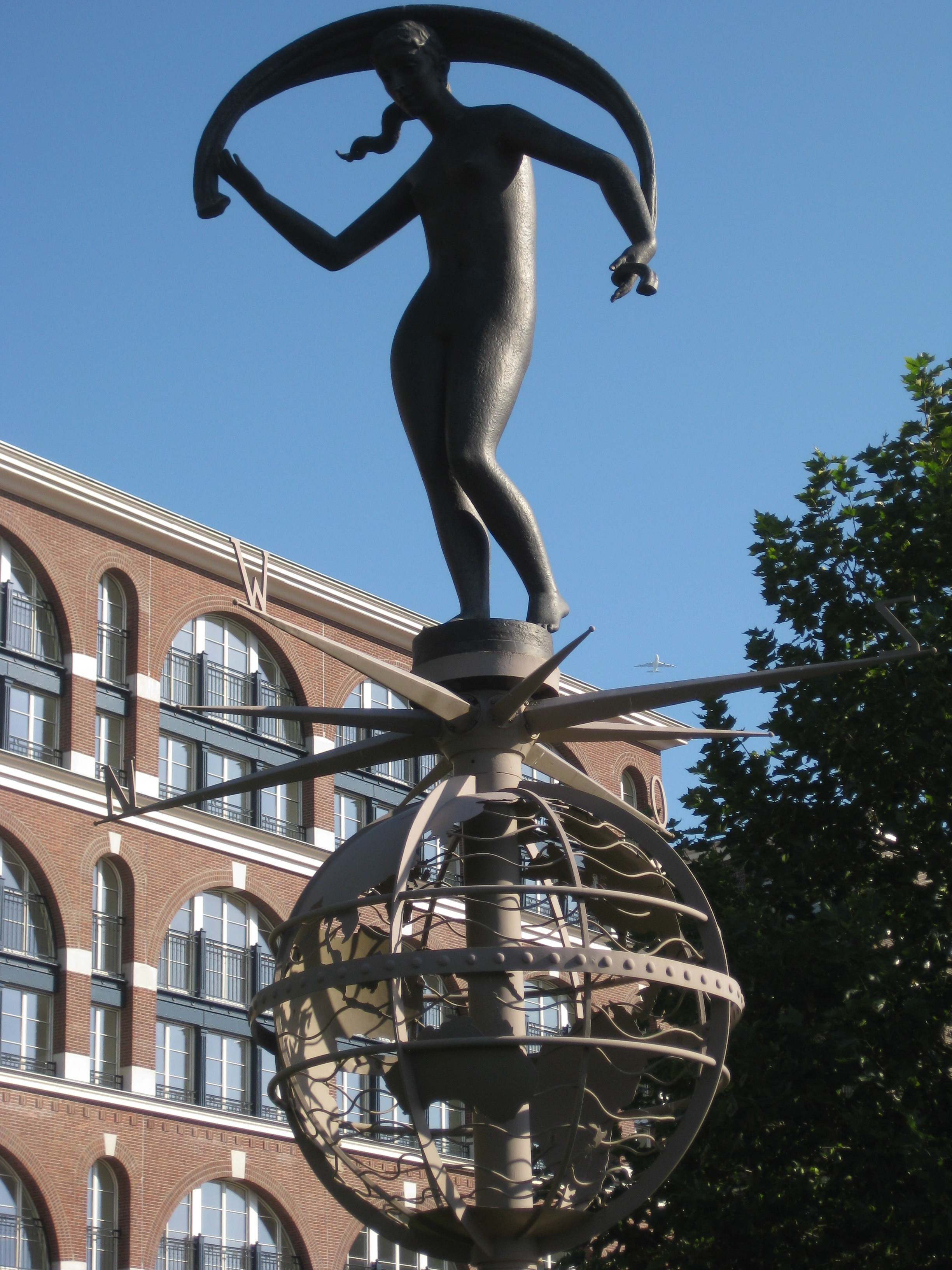
Fortuna, Amsterdam
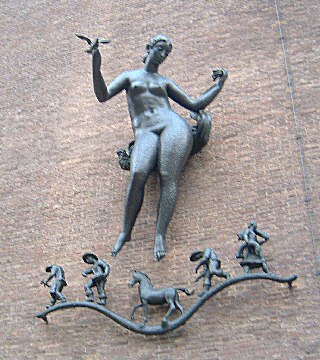
De Welvaart, Rotterdam
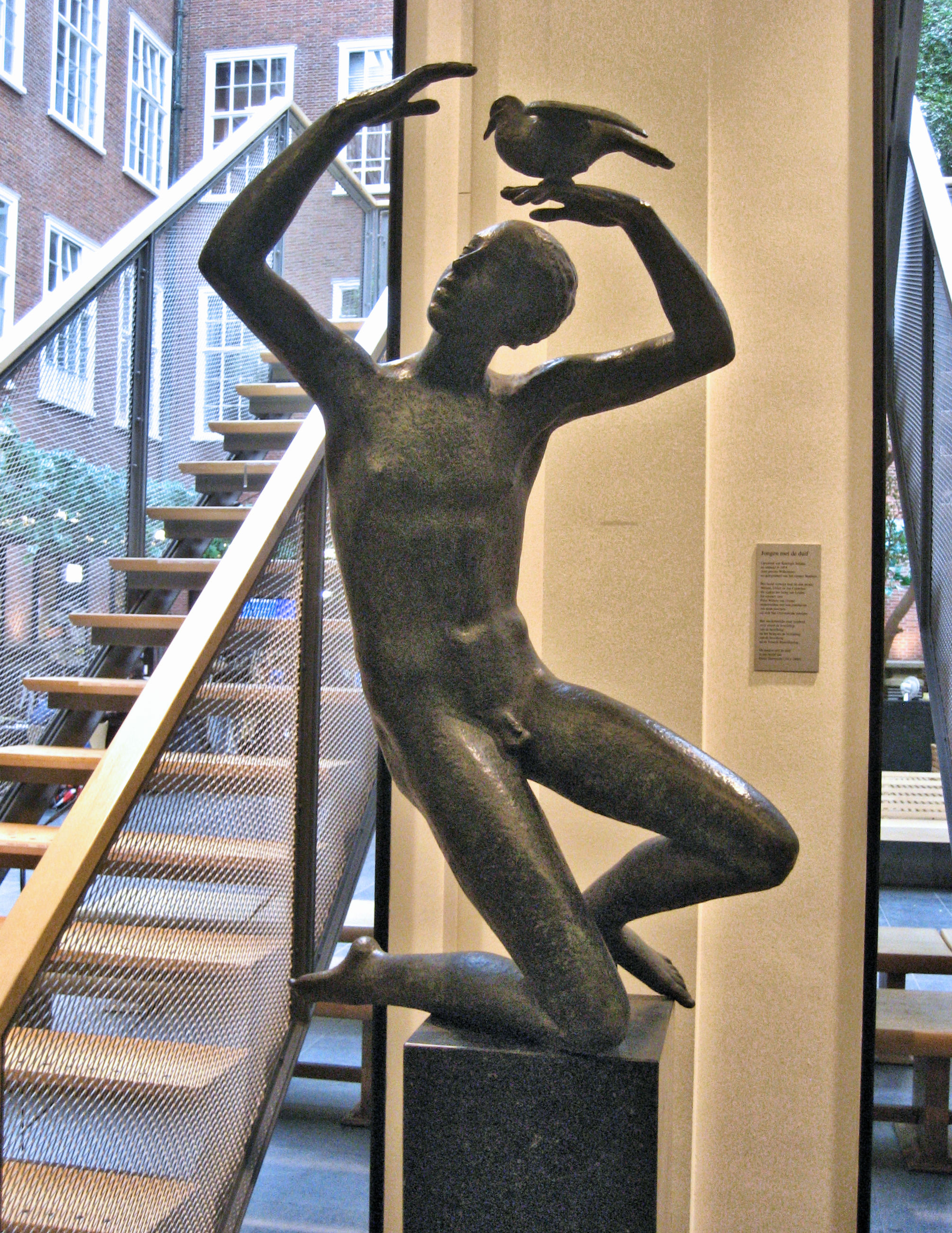
Jongen met de duif, Leiden
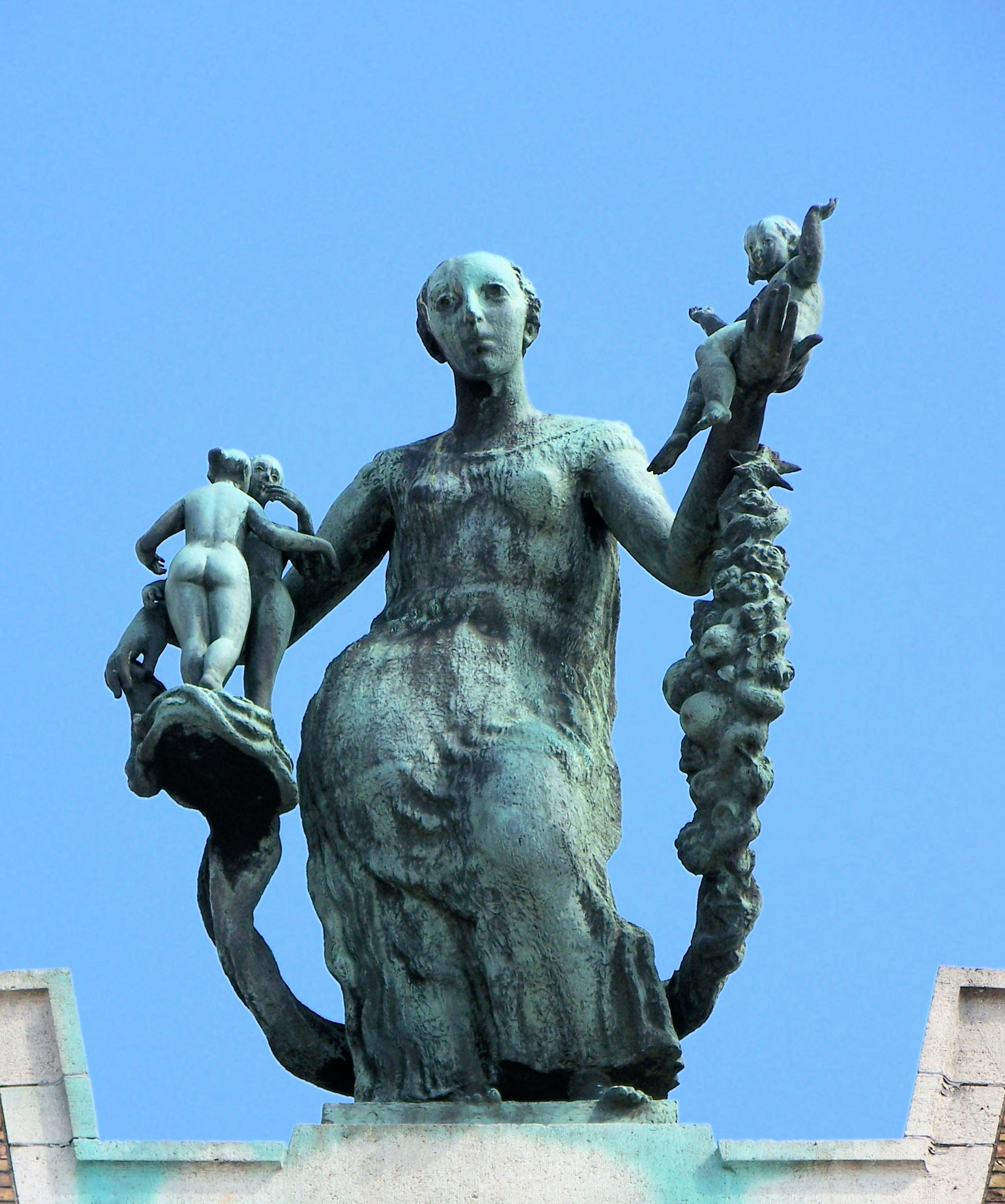
Het Verzekeringswezen, Groningen
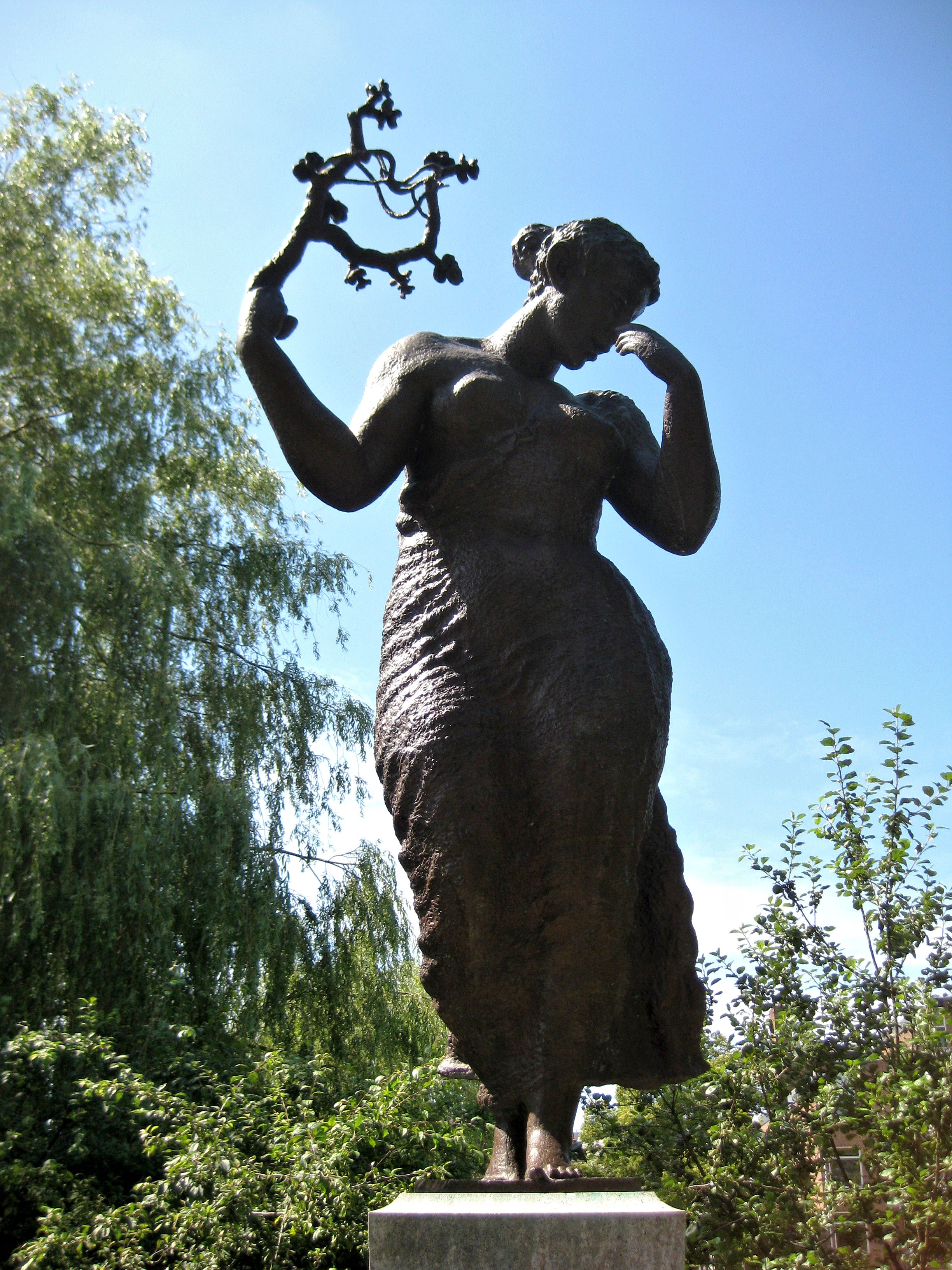
Bevrijdingsmonument Leiden
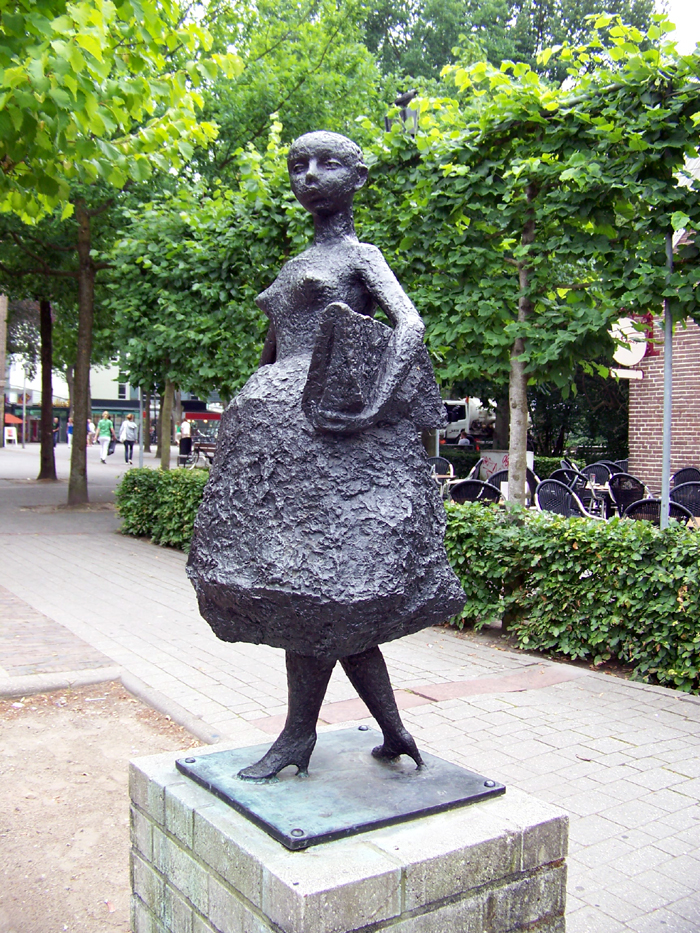
Teenager, Emmen